# Ноел Доерти
Ноел Дохерти (26. децембар 1940 – 26. децембар 2008) је био северноирски лојалистички активиста који је био близак са Ијаном Пејслијем током Пејслијевих раних година у политици. Био је вођа протестантских добровољаца у Алстеру и био је у затвору због свог учешћа у набавци експлозива за ту организацију.

## Ране године
У школи, Дохерти је био познат по свом калвинистичком фундаментализму и имао је честе жестоке свађе са својим друговима из разреда око природе таквих питања као што су стварање и безгрешно зачеће, при чему је Дохерти одбијао да прихвати било какво одступање од дословног тумачења Библије. Привучен фундаментализмом, Дохерти се придружио конгрегацији Рејвенхила Роуда Слободне цркве у Алстеру 1956. и убрзо се зближио са њеним вођом, велечасним Ијаном Пејслијем. Такође се придружио Улстерској специјалној полицији („Б специјалци“) отприлике у исто време када их је сматрао бедемом протестантизма у Северној Ирској.

## Пејслијев савезник
Иако је Дохерти имао само 16 година када је Улстерска протестантска акција основана, 1956. године, Пејсли је номинован за место у извршном телу новоформираног покрета. Дохерти је такође предводио још једну Пејслијеву иницијативу, групу коју је Пејсли тајно основао 1963, али коју је јавно водио Дохерти, да би координирала опозицију Теренсу О’Нилу у оквиру Оранжиста. Пејсли се одвојио од Реда три године раније, али је Дохерти остао члан и тако је изабран за вођу нове иницијативе. По занимању штампар, Дохерти је надгледао оснивање Пејслијевог сопственог штампарског концерна. Године 1965. купио је половну штампарију и основао Пуритан Принтинг Прес, која је производила Пејзлијеву литературу, укључујући и његове новине Протестантски телеграф.

## Улстерски протестантски добровољци
Године 1966. дошао је на идеју да се успостави Одбор за одбрану устава у Алстеру као управно тело од дванаест водећих лојалиста Улстера, које је требало да буде повезано са Улстерским протестантским добровољцима (УПВ). Дохерти је именован за лидера УПВ-а након што је успостављен сам покрет. Према Пејслијевим инструкцијама, требало је да успостави „оделе“ УПВ-а, засноване на поделама парламентарних изборних јединица, широм Северне Ирске, иако је Дохерти убрзо почео да их назива „ћелијама“ и дао ембрионалном покрету високо милитаризовану структуру. Дохерти је такође покушао да купи залихе оружја за УПВ, осећајући да ће бити потребни у будућем устанку предвођеном Пејслијем. Касније је тврдио да Пејсли, кога је назвао „наш Мојсије“, није имао појма о овим плановима и тврдио је да не би веровао Пејслију са сазнањем да УПВ гради арсенал.
Дохерти је убрзо представљен Џејмсу Маршалу, који је рекао да може да снабдева Дохертија и УПВ експлозивом и договорен је састанак на коме је Дохерти био у пратњи Билија Мичела. Експлозив ће бити употребљен 1969. године као део серије бомбашких напада у којима су припадници УПВ изазвали мале експлозије на електричној станици Каслреј, вештаћком језеру Silent Valley и још једној електричној станици у округу Донегол. Мичел, који је био члан Волонтерских снага Улстера, одбацио је нападе, тврдећи да је све што је Дохерти имао било „неколико штапића гела који би стари фармер користио да разнесе пањеве“, али су бомбашки напади ипак изазвали негодовање. Дохерти се такође придружио УВФ-у и упознао је друге чланове УВФ-а са Маршалом да ту групу снабде истом технологијом за прављење бомби. Набавио је експлозив за УВФ на путу Шенкил, али током трансакције визит карта која је припадала његовом сараднику Џејмсу Мардоку је пронађена је од стране Краљевске полиције у Алстеру. Дохерти је убрзо повезан са инцидентом и ухапшен због своје умешаности. Осуђен је на две године затвора 18. октобра 1966. године. УВФ је јавно демантовао да је Дохерти био члан њихове организације.
Дохерти је био затворен у затвору Crumlin Road Gaol. На дан његовог затварања, Пејсли је одржао говор испред затвора у коме је негирао свако сазнање о Дохертијевим преступима, пре него што је објавио да је одмах избачен из УПВ и УЦДЦ. Дохертијеву позицију секретара УЦДЦ преузео је Херкулес Малон, чији је брат Франк већ био благајник покрета. Обојици ће касније бити суђено за своје улоге у кампањи бомбардовања 1969. године.

## Касније године и наслеђе
Након пуштања из затвора, Дохерти је нестао из видокруга и причало се да је емигрирао у Јужну Родезију, а затим у Јужну Африку под апартхејдом да се бори против „терориста“. На крају је основао сопствену штампарију у Јужној Африци. Питер Тејлор је на крају открио да живи у Енглеској 1990-их, који га је интервјуисао док је истраживао његов документарац и књигу Лојалисти. Дохерти се након интервјуа вратио приватном животу и поново је постало непознато где се налази.
Био је озлоглашен као теоретичар завере и проповедао је да постоји огромна завера између Католичке цркве, главних деноминација протестантизма, екуменског покрета, владе Републике Ирске и Уједињеног Краљевства, комуниста, па чак и елемената унутар Алстерске унионистичке партије. Његове теорије завере су преузели Вилијам Мекграт, оснивач Таре, и Џон Мекиг, који је основао бројне групе укључујући Одбрамбено удружење Шенкила, Црвене руке командоса и Партију независности Алстера.